# أريك الكسندر
أريك الكسندر (بالإنجليزية: Eric Alexander) (14 أبريل 1988 بيتسبرغ الولايات المتحدة - ) هو لاعب كرة قدم أمريكي يلعب كلاعب وسط.

## روابط خارجية
- أريك الكسندر على موقع الدوري الأمريكي (الإنجليزية)
- أريك الكسندر على موقع قاعدة بيانات كرة القدم.إي يو (الإنجليزية)
- أريك الكسندر على موقع ناشيونال فوتبول تيمز (الإنجليزية)
- أريك الكسندر على موقع Soccerbase.com (لاعب) (الإنجليزية)
- أريك الكسندر على موقع Soccerway.com (الإنجليزية)
- أريك الكسندر على موقع عالم كرة القدم.نت (الإنجليزية)
- أريك الكسندر على موقع AS.com (الإسبانية)